# Salomón Libman
Pour les articles homonymes, voir Libman.
Salomón Libman, né le 25 février 1984 à Lima au Pérou, est un footballeur international péruvien. Il évoluait au poste de gardien de but.

## Biographie

### Carrière en club
Formé à l'Academia Cantolao, Salomón Libman commence sa carrière au Sport Boys de Callao en 2003. C'est cependant à l'Alianza Lima, où il joue de 2008 à 2012, qu'il se fait un nom en participant notamment à trois éditions consécutives de la Copa Libertadores en 2010, 2011 et 2012 (12 matchs). 
Un autre club important dans sa carrière est l'Universidad César Vallejo de Trujillo. En effet, il remporte avec ce club le Torneo del Inca en 2015 en plus de disputer deux éditions de la Copa Libertadores en 2013 et 2016 (quatre matchs), ainsi que l'édition 2014 de la Copa Sudamericana (huit matchs).
Entre 2017 et 2018, il joue au Sport Rosario de Huaraz participant à deux rencontres de la Copa Sudamericana 2018. De 2020 à 2022, on le retrouve à l'UTC de Cajamarca où il dispute sa dernière Copa Sudamericana en 2021 (deux matchs).
En 2023, il joue pour l'Unión Comercio, son dernier club. La même année, il revient à l'Alianza Lima comme préparateur de gardiens de but de l'équipe réserve.

### Carrière en sélection
International péruvien, Salomón Libman reçoit six sélections entre 2010 et 2012 (pour cinq buts encaissés). Il prend part aux Copa América de 2011 en Argentine – un match disputé contre le Chili, le 12 juillet 2011 (défaite 0-1) – et de 2015 au Chili – aucun match disputé – où le Pérou atteint la 3e place à chaque fois.

## Palmarès

### En club
| Alianza Lima - Championnat du Pérou : - Vice-champion : 2009 et 2011. - Meilleur gardien : 2010. |  | Universidad César Vallejo - Torneo del Inca (1) : - Vainqueur : 2015. |  | Sport Huancayo - Copa Bicentenario : - Finaliste : 2019. |

### En sélection
| Pérou - Copa América : - Troisième : 2011 et 2015. |  | Pérou -18 ans - Jeux bolivariens (1) : - Vainqueur : 2001. |